# Sweetheart
«Sweetheart» (en español: «cariño o dulce corazón») es una canción escrita por Rainy Davis y Peter Kessler y grabada por Davis. La canción llegó al número 24 de la lista estadounidense Hot Black Singles en 1986. En 1998, Jermaine Dupri y Mariah Carey realizaron una versión de la canción.

## Versión de Jermaine Dupri y Mariah Carey
Jermaine Dupri y Mariah Carey produjeron su versión de la canción para el primer álbum de Dupri, Life in 1472, y también se incluyó en el álbum recopilatorio de Carey, #1's. Inicialmente, se iba a publicar como segundo sencillo de Life in 1472 en 1998, y se le iba a dar la promoción correspondiente, por lo que se produjeron sencillo en CD y maxi sencillos (entre otros formatos). Sin embargo, en el último momento, Sony decidió retirar el sencillo comercial y nunca se publicó como tal. Algunas tiendas recibieron los sencillos y vendieron muchos de ellos. No obstante, la mayoría de ellas los regalaron o los incluyeron como extras de los álbumes Life in 1472 o #1's. Amazon.com puso a la venta muchos de ellos durante un tiempo en enero de 2000.

### Lanzamiento comercial y recepción
«Sweetheart» sólo fue lanzado comercialmente en algunos países de Europa Central y Asia, donde obtuvo un éxito limitado, y alcanzó el top veinte en la mayoría de los mercados. Inicialmente, se quiso publicar el sencillo en los Estados Unidos antes de que se modificasen las reglas de Billboard Hot 100 para permitir que cualquier canción de un álbum pudiese entrar en la lista. A partir del cambio en las normas de Hot 100, también se modificaron las de la lista Bubbling Under Hot 100 Singles, de forma que se permitiera entrar a las canciones que sólo se publicaron en la radio o que aún no habían entrado en la lista Hot 100. En otoño de 1998, «Sweetheart» se empezó a emitir en la radio y en las cadenas de televisión. Durante la primera semana del cambio en las normas y al final de su publicación como sencillo promocional, entró en la lista Bubbling Under Hot 100 Singles en el puesto 25 y permaneció en la lista durante una semana.

### Vídeo musical
El vídeo fue dirigido por Hype Williams y en él aparecen Dupri y Carey en diferentes lugares, desde el Museo Guggenheim Bilbao hasta una apartada playa o una discoteca. El tema de la canción, que es tener un "novio", se muestra a lo largo de todo el vídeo. Carey y Dupri volvieron a grabar las voces de la canción para el remix "Sweetheart" (The Story), que cuenta con más rap de Dupri y menos voces de Carey. Lil Jon, Mark Picchiotti y el remezclador latino conocido como M también crearon diversos remixes de la canción.

## Remixes y otras versiones
Versión de Jermaine Dupri y Mariah Carey
- «Sweetheart» (Álbum Versión) - 4:24
- «Sweetheart» (The Dance) - 6:20
- «Sweetheart» (The Story) - 3:45
- «Sweetheart» (Lil John Remix) - 4:33

## Posicionamiento
Versión de Jermaine Dupri y Mariah Carey
| Lista (1998)                                      | Posición más alta |
| ------------------------------------------------- | ----------------- |
| EE. UU., Billboard Bubbling Under Hot 100 Singles | 25                |
| EE. UU., Billboard Hot R&B/Hip-Hop Airplay        | 53                |
| EE. UU., Rhythmic Top 40                          | 24                |
| Países Bajos                                      | 14                |
| Alemania                                          | 15                |
| Suiza                                             | 18                |
| Japón                                             | 34                |
| Suecia                                            | 44                |